# 2000 w nauce

## Astronomia
- Donald Lynden-Bell – Nagroda Henry Norris Russell Lectureship przyznawana przez American Astronomical Society.
- Frank Shu – Nagroda Dannie Heineman Prize for Astrophysics przyznawana przez American Astronomical Society.

## Nagrody Nobla
- Fizyka – Żores Ałfiorow, Herbert Kroemer, Jack Kilby
- Chemia – Alan J. Heeger, Alan G. MacDiarmid, Hideki Shirakawa
- Medycyna – Arvid Carlsson, Paul Greengard, Eric Kandel